# جیمز گودای
جیمز گودای (انگلیسی: James Godday؛ زادهٔ ۹ ژانویهٔ ۱۹۸۴) دونده، و ورزشکار دو و میدانی اهل نیجریه است.